# Folgensbourg
Folgensbourg (Duits: Volkensberg) is een gemeente in het Franse departement Haut-Rhin in de regio Grand Est en telt 633 inwoners (1999). De plaats maakt deel uit van het arrondissement Mulhouse.

## Geografie
De oppervlakte van Folgensbourg bedraagt 6,8 km², de bevolkingsdichtheid is 93,1 inwoners per km².
De onderstaande kaart toont de ligging van Folgensbourg met de belangrijkste infrastructuur en aangrenzende gemeenten.

## Demografie
Onderstaande figuur toont het verloop van het inwonertal (bron: INSEE-tellingen).